# Йон Міхалаке
Йон Міхалаке (рум. Ion Mihalache; 3 березня 1882, Тополовень — 6 березня 1963, Римник) — румунський політик, міністр внутрішніх справ Румунії (1930-1933). Кавалер Ордену Михая Хороброго III класу. Жертва комуністичного терору. 

## Біографія
Походив із селянської родини, був учителем за професією. Під час Першої світової війни, воював в армії Румунії в званні лейтенанта. Був одним з засновників Селянської партії (рум. Partidul Ţărănesc).
Після об'єднання селянського руху в 1926, а також створення Національної селянської партії (Partidul Naţional Ţărănesc) Міхалаке був в її центральних органах виконавчої влади. У 1928 став міністром сільського господарства в уряді на чолі з Юліу Маніу. У 1930-1933 займав пост міністра внутрішніх справ (в 1930-1931 міністра закордонних справ). У січні 1931 - ініціатор заборони Залізної Гвардії, був противником повернення на трон Кароля II. Після звільнення з уряду зосередився на роботі партії, виступаючи за радикалізацію селянського руху.
Після того, як комуністи прийшли до влади, в 1947 він розформував Національну селянську партію.
Міхалаке разом з Юліу Маніу зробили невдалу спробу покинути країну з аеропорту «Tămădău», але були затримані і притягнуті до відповідальності. У листопаді 1947 Міхалаке був засуджений до довічного ув'язнення в трудовому таборі. Був поміщений у в'язницю Галаца. У 1955 переведений до в'язниці в Римнику, де помер через вісім років.